# Fusillade de l’école d’Emsdetten
La fusillade de l'école d’Emsdetten est une fusillade survenue le 20 novembre 2006 à la Geschwister Scholl-Schule d’Emsdetten, Rhénanie-du-Nord-Westphalie, en Allemagne. Ce jour-là, vers 9 h 20, Sebastian Bosse, un ancien élève de l'école âgé de 18 ans se rend dans la cour, vêtu d’un long Trench-coat noir, d'un masque à gaz noir, armé d'un fusil à verrou, d'un pistolet et de plusieurs bombes fumigènes. Il blessera par balles 5 personnes avant de se suicider,
Même s’il n’y a pas eu de mort à part le tireur, la fusillade a été considérée à un moment donné comme la pire tuerie en milieu scolaire de l’histoire de l’Allemagne depuis la tuerie de Johann Gutenberg, dans lequel 17 personnes, y compris l’auteur, avaient trouvé la mort. Cette position est maintenant occupée par la fusillade de Winnenden en 2009, qui a fait 16 morts, dont le tireur.

## Déroulement
Le 20 novembre 2006, vers 9 h 20, Sebastian Bosse s’est rendu à la Geschwister Scholl-Schule et est entré dans la cour d’école lourdement armé, vêtu d’un long trench-coat noir et d’un masque à gaz noir. Il a été confronté à une enseignante et lui a tiré une balle au visage avec un pistolet à gaz. Lorsque le concierge de l’école s’est précipité à son secours, Bosse lui a tiré dans le ventre avec une autre arme à feu, le blessant grièvement. Alors qu’il se rendait au bâtiment de l’école, il a tiré plusieurs coups de feu sur des élèves, blessant trois d’entre eux
À l’entrée principale du bâtiment, l’agresseur a rencontré son frère de 16 ans, qui était également étudiant à l’école. Il lui ordonna de rentrer chez lui. Vers 9 h 30, la police a été alertée par la direction de l’école, Environ dix minutes après le début de la fusillade. Bosse est entré dans le bâtiment de l’école, tirant plusieurs autres coups de feu et blessant quatre élèves, certains grièvement.
Il a également allumé plusieurs bombes fumigènes, remplissant le bâtiment de fumée, cela a notamment rendu les choses beaucoup plus difficiles pour les premiers corps de police arrivant à 9 h 34, en outre, 16 policiers ont dû être traités pour des problèmes respiratoires dus à l’inhalation de fumée. À 9 h 58, un groupe de travail spécial a finalement pénétré dans l’école et fouillé le bâtiment. À 10 h 36, le cadavre de Sebastian Bosse est retrouvé mort, 38 minutes après son entrée dans l'école.
Bosse s’était tiré une balle de fusil dans la bouche, bien qu’il ne soit pas clair au départ s’il s’était tiré une balle ou s’il avait été tué par la détonation d’un engin explosif attaché à son corps. Comme Bosse avait attaché des engins explosifs à son corps, il ne pouvait être transporté qu’après l’utilisation de spécialistes des explosifs. Des experts en explosifs ont dû être amenés pour désamorcer les explosifs trouvés attachés à son corps, ainsi que d’autres explosifs trouvés autour de l’école.
Bosse est le seul à être mort dans la fusillade, tandis qu’un total de 22 personnes ont été blessées.

## Auteur
Sebastian Bosse, né le 29 avril 1988 et mort le 20 novembre 2006, a l'âge de 18 ans, venait d’un milieu familial discret, il était notamment diplômé de la Geschwister Scholl-Schule en 2006. Pendant ses années d’école, il était considéré comme un solitaire excentrique et introverti qui était intimidé par ses camarades de classe, et a dû redoubler deux années.
Il était également connu par d’autres élèves pour écouter de la musique death metal, portant des vêtements entièrement noirs ou de camouflage et ayant une forte affinité pour les armes à feu. Il aurait fait des voyages de chasse avec son père, un facteur. À partir de juin 2006, il a maintenu son propre site Web sous le pseudonyme de ResistantX, sur lequel il a discuté, entre autres, de la fusillade au lycée de Columbine et d’autres fusillades dans les écoles. Il était également actif dans un forum Internet sur la fusillade de Columbine.
Le 4 juillet 2006, Bosse avait obtenu un permis d’armes à feu de petite taille, qui lui avait été retiré le 23 juillet 2006 après avoir sorti une arme à feu lors d’une altercation lors d’un festival en plein air. La police convoquée, a saisi l’arme et une matraque, que Sebastian Bosse avait également emportées avec lui. Le jour du saccage, Bosse devait comparaître devant le tribunal dans cette affaire. Le matin de la fusillade, il a publié un journal intime et des enregistrements vidéo dans lesquels il parlait de son plan criminel, ainsi qu’une lettre d’adieu sur Internet, et a également envoyé les documents par courrier électronique à divers destinataires. Cependant, les registres n’ont été découverts qu’après qu’il ait déjà terminé l’acte. Son site web a été immédiatement bloqué par la police après le crime.

« Ich habe in den 18 Jahren meines Lebens erfahren müssen, das man nur Glücklich werden kann, wenn man sich der Masse fügt, der Gesellschaft anpasst. Aber das konnte und wollte ich nicht. Ich bin frei ! Niemand darf in mein Leben eingreifen, und tut er es doch hat er die Konsequenzen zu tragen! Kein Politiker hat das Recht Gesetze zu erlassen, die mir Dinge verbieten. Kein Bulle hat das Recht mir meine Waffe wegzunehmen, schon gar nicht während er seine am Gürtel trägt. Ich hasse euch und eure Art! Ihr müsst alle sterben ! Seit meinem. Lebensjahr wurde ich von euch allen verarscht! Nun müsst ihr dafür bezahlen ! Als letztes möchte ich den Menschen die mir was bedeuten, oder die jemals gut zu mir waren, danken, und mich für all dies Entschuldigen! Ich bin weg... »

Traduction en français :

« J’ai dû apprendre au cours des 18 années de ma vie que l’on ne peut être heureux que lorsque l’on se fond dans la société et qu’on s’y adapte. Mais je ne pouvais pas et je ne voulais pas. Je suis libre ! Personne ne doit s’engager dans ma vie et s’il le fait, il doit en assumer les conséquences! Aucun politicien n’a le droit de faire des lois qui m’interdisent des choses. Aucun policier n’a le droit de m’enlever mon arme et certainement pas tant qu’il en porte une à la ceinture. Je te déteste et la façon dont tu es! Vous devez tous mourir ! Depuis que j’ai 6 ans, vous me faites tous chier ! Maintenant, vous allez payer ! Enfin, je tiens à m’excuser pour tout cela auprès des personnes qui signifient quelque chose pour moi ou qui ont toujours été bonnes pour moi ! Je suis parti. »

Deux ans et demi avant l’attaque, Bosse avait annoncé ses intentions sur un forum Internet et demandé une aide psychologique. Il a également posté des photos et des vidéos d’un site appelé Airsoftspielen, ainsi que des vidéos de fabrication de bombes sur un site Web personnel.
Des photos supplémentaires sur le site Web montraient Bosse avec une variété d’armes, y compris une mitraillette, en public. Dimanche soir avant l’attaque, Bosse a posté quatre vidéos sur son site Web, dans lesquelles lui et une autre personne opéraient avec des armes et des explosifs.

## Réactions
Le ministre de l’Intérieur de Basse-Saxe, Uwe Schünemann, a annoncé une initiative visant à interdire les jeux informatiques qui glorifient la violence, à la suite de cela, un débat public controversé sur la violence dans les jeux informatiques a éclaté. Les critiques ont également considéré qu’une interdiction était de peu d’utilité, car les jeux pouvaient facilement être obtenus via Internet ou à l’étranger.
Rainer Wendt, du syndicat allemand de la police, a souligné que les écoles allemandes étaient « depuis longtemps devenues un lieu d’insécurité et de peur, des événements comme celui d’Emsdetten peuvent se répéter tous les jours, et la société doit enfin se consacrer aux causes de la violence. »
L’événement a provoqué de nouvelles demandes d’interdiction des jeux vidéo violents en Allemagne, puisque la police a déterminé que Bosse passait la plupart de ses heures d’éveil à jouer au jeu Counter-Strike.
Les contrôles des armes à feu ont été renforcés en Allemagne après Erfurt avec des contrôles plus stricts sur les acheteurs d’armes à feu. Les fusils à pompe munis de poignées de pistolet ont été interdits et l’âge minimum pour l’achat d’armes à feu est passé de 21 à 18 ans. Certains types de couteaux ont également été interdits.